# Halysidota atra
Halysidota atra är en fjärilsart som beskrevs av Druce 1884. Halysidota atra ingår i släktet Halysidota och familjen björnspinnare. Inga underarter finns listade i Catalogue of Life.